# Campeonato Mundial de Atletismo em Pista Coberta de 2010 - 800 m feminino
A prova dos 800 metros feminino do Campeonato Mundial de Atletismo em Pista Coberta de 2010 foi disputada nos dias 12 e 14 de março no ASPIRE Dome, em Doha.

## Recordes
Antes desta competição, os recordes mundiais e do campeonato nesta prova eram os seguintes:
| Tipo                  | Atleta            | Tempo   | Local    | Data               |
| --------------------- | ----------------- | ------- | -------- | ------------------ |
|                       | Jolanda Čeplak    | 1:55.82 | Viena    | 3 de março de 2002 |
| Recorde do campeonato | Ludmila Formanová | 1:56.90 | Maebashi | 7 de março de 1999 |

## Medalhistas
| Ouro                  | Prata                  | Bronze               |
| Mariya Savinova (RUS) | Jennifer Meadows (GBR) | Alysia Johnson (USA) |

## Resultados

### Eliminatórias
Estes são os resultados das eliminatórias. As 16 atletas inscritas foram divididas em duas baterias, se classificando para a final as duas melhores de cada bateria (Q) mais os dois melhores tempos no geral (q).
| Bateria 1 | Bateria 1                | Bateria 1   | Bateria 1 |
| Pos.      | Atleta                   | Tempo       | Notas     |
| --------- | ------------------------ | ----------- | --------- |
| 1         | USA Anna Pierce          | 2:03.05 (Q) |           |
| DSQ       | RUS Yevgeniya Zinurova   | 2:03.44 (Q) | Doping    |
| 2         | CZE Lenka Masná          | 2:03.59     |           |
| 3         | MAR Halima Hachlaf       | 2:03.81     |           |
| 4         | UKR Yuliya Krevsun       | 2:03.91     |           |
| 5         | ESP Élian Périz          | 2:04.71     |           |
| 6         | GBR Victoria Griffiths   | 2:04.90     |           |
| 7         | KAZ Viktoriya Yalovtseva | 2:05.68     |           |

| Bateria 2 | Bateria 2                | Bateria 2   | Bateria 2       |
| Pos.      | Atleta                   | Tempo       | Notas           |
| --------- | ------------------------ | ----------- | --------------- |
| 1         | GBR Jennifer Meadows     | 2:00.39 (Q) |                 |
| 2         | RUS Mariya Savinova      | 2:00.95 (Q) |                 |
| 3         | USA Alysia Johnson       | 2:01.55 (q) |                 |
| 4         | LTU Eglė Balčiūnaitė     | 2:02.37 (q) | Recorde pessoal |
| 5         | UKR Nataliia Lupu        | 2:04.30     |                 |
| 6         | KAZ Margarita Matsko     | 2:06.36     |                 |
|           | POL Angelika Cichocka    | DSQ         |                 |
|           | ITA Elisa Cusma Piccione | DNS         |                 |

### Final
Estes são os resultados da final:
| Pos.              | Atleta                 | Tempo   | Notas                |
| ----------------- | ---------------------- | ------- | -------------------- |
| Medalha de ouro   | RUS Mariya Savinova    | 1:58.26 | Recorde da temporada |
| Medalha de prata  | GBR Jennifer Meadows   | 1:58.43 | Recorde nacional     |
| Medalha de bronze | USA Alysia Johnson     | 1:59.60 | Recorde pessoal      |
| 4                 | USA Anna Pierce        | 2:00.53 | Recorde pessoal      |
| 5                 | LTU Eglė Balčiūnaitė   | 2:01.37 | Recorde nacional     |
| DSQ               | RUS Yevgeniya Zinurova | 2:01.68 | Doping               |

Legenda
| Recorde mundial       | Recorde mundial (World record)               |                       | Recorde africano                      | Recorde africano (African) |                                           | Q | Classificado por posição (Qualified) |
| Recorde do campeonato | Recorde do campeonato (Championship record)  | Recorde da América    | Recorde da América (Americas)         | q                          | Classificado por melhor tempo (Qualified) |   |                                      |
| Melhor marca do ano   | Melhor marca do ano (World leading)          | Recorde asiático      | Recorde asiático (Asian)              | DNS                        | Não largou (Did not start)                |   |                                      |
| Recorde nacional      | Recorde nacional (National record)           | Recorde europeu       | Recorde europeu (European)            | DNF                        | Não terminou (Did not finish)             |   |                                      |
| Recorde pessoal       | Recorde pessoal do atleta (Personal best)    | Recorde da Oceania    | Recorde da Oceania (Oceania)          | DSQ / DQ                   | Desclassificado (Disqualified)            |   |                                      |
| Recorde da temporada  | Recorde da temporada do atleta (Season best) | Recorde sul-americano | Recorde sul-americano (South America) | NM                         | Sem marca (No mark)                       |   |                                      |